# Postkort fra Mars
|  | Denne artikel er oprettet af botten PalnaBot ud fra en ekstern database. Den kan derfor have sproglige fejl eller mangler. Denne skabelon kan fjernes efter kontrol af indholdet. |

Postkort fra Mars er en kortfilm instrueret af Tzara Tristana efter manuskript af Tzara Tristana, Mie Andreasen.